# Raïssa Akhmatova
Ne doit pas être confondu avec Anna Akhmatova.
Raïssa Soltamouradovna Akhmatova (en russe : Раиса Солтамурадовна Ахматова) (13 décembre 1928-1992) était une poétesse russe de Tchétchénie.
Son œuvre est très populaire surtout parmi les Tchétchènes et les Ingouches. Ses œuvres complètes (plus de 600 fichiers archives) ont été détruites quand l'armée russe brûla les Archives nationales tchétchènes pendant la Première guerre de Tchétchénie.